# Psychomyia wellsae
Psychomyia wellsae är en nattsländeart som beskrevs av Schmid 1997. Psychomyia wellsae ingår i släktet Psychomyia och familjen tunnelnattsländor. Inga underarter finns listade i Catalogue of Life.